# Australian Classification Board
Pour les articles homonymes, voir ACB.
L'Australian Classification Board (ACB) est une organisation gouvernementale australienne, chargée depuis 2006 d'évaluer et classer les films, jeux vidéo, et vidéos commercialisés sur le sol australien. L'Australian Classification Board est secondée dans sa tâche par la Classification Branch qui évalue les œuvres et par l’Australian Classification Review Board (en) qui a la capacité de réévaluer une décision de classification officialisée sur une œuvre par l'Australian Classification Board. L'ACB dépend du ministère du procureur général (en anglais : Attorney-General's Department).

## Histoire

### Premières classifications
Le Commonwealth Film Censorship Board est créé en 1917 pour visionner, classer et censurer les films importés d'outre-mer. Dans les premières années du système, il y avait trois classifications : G pour « general audiences » (public général), A pour « not suitable for children » (ne convient pas aux enfants), et SOA pour « suitable for adults only » (adapté aux adultes uniquement). Toutes les classifications étaient de nature consultative et, bien que les distributeurs soient tenus de les afficher sur les publicités, il n'y avait aucune restriction quant à la fréquentation par les enfants. Ainsi, les films classés pour adultes étaient encore régulièrement censurés.

### Classifications des jeux informatiques
En 2005, les jeux vidéo et jeux informatiques sont soumis aux mêmes classifications et restrictions que les films (à l'exception des classifications R 18+ et X 18+), en réponse à la confusion des parents. En dépit d'une ligne dans le Code national de classification indiquant que « les adultes devraient pouvoir lire, entendre et voir ce qu'ils veulent », la classification R 18+ réservée aux adultes n'est pas appliquée aux jeux vidéo en Australie avant le 1er janvier 2013.

### Derniers changements
L'Office of Film and Literature Classification (OFLC) est réorganisé en 1994 et supervise l'ACB. En 2005, l'OFLC est dissous et la supervision de l'ACB est transférée au département du procureur général. Le nouveau code couleur pour la classification des films et des jeux vidéo est introduit en mai 2005.
En août 2014, l'ACB introduit des amendements pour permettre le processus de classification automatisé utilisé par l'International Age Rating Coalition (IARC). Ce nouveau processus réduit les coûts des développeurs de jeux vidéo lorsqu'ils cherchent à obtenir des classifications pour leurs produits distribués numériquement en ligne. 

## Classification
Seule la classification MA15+ constitue un seuil d’âge légal. Les personnes âgées de moins de 15 ans peuvent légalement accéder au contenu classifié G, PG ou M, alors qu'un parent ou un adulte doit accompagner son mineur pour le contenu classifié MA15+. Seuls les adultes sont autorisés à regarder un contenu classifié R18+ ou X18+ pour les films à caractère sexuel explicite. Dans certains cas, le spectateur est même invité à spécifier un justificatif d'âge. Le contenu classifié RC est banni et interdit à toute vente, location ou importation en Australie. La différence entre la classification PG et la classification M, bien qu'elles soient relatives au seuil d'âge facultatif de 15 ans, est que la classification PG attire l'attention des parents sur le contenu et les recommande de le vérifier, alors pour que la classification M, plus restrictive, c'est l'OFLC, une organisation gouvernementale, qui déconseille les enfants de moins de 15 ans de regarder le contenu classifié. On peut alors dire que la classification M est plus proche d'une limite légale.
| Icône                                                                                               | Description |
| --------------------------------------------------------------------------------------------------- | --- |
| OFLC E — Tout public (E — Exempt from Classification)                                               | Exempt from Classification (Exempté de classification). Œuvre non évaluée par l’Office of Film and Literature Classification. Elle ne doit contenir aucun contenu offensant ou n'entrant pas dans les critères de l'Office of Film and Literature Classification. La classification E est attribuée par l'éditeur ou de distributeur de l’œuvre et non-pas par l'OFLC.                                                                                           |
| OFLC G — Pour tous (G — General)                                                                    | General (Tout public) Contenu destiné à tous les publics, mais ne concerne pas forcément les enfants les plus jeunes. |
| OFLC PG — Autorisation parentale recommandée (PG — Parental Guidance)                               | Parental Guidance (Autorisation parentale) L’OFLC conseille un avis parental pour les enfants de moins de 8 ans. |
| OFLC M — Personne de plus de 12 ans (M — Mature)                                                    | Mature (Personnes matures) Contenu déconseillé aux personnes de moins de 12 ans . |
| OFLC MA15+ — Sous contrôle parental pour les moins de 15 ans (MA15+ — Mature Accompanied under 15)  | Mature Accompanied under 15 (Accompagné d’une personne mature pour les moins de 15 ans) Œuvres qui comportent des contenus offensant ou ne respectant pas les critères émis par l'OFLC, interdites aux moins de 15 ans non accompagnés par un adulte : classification légale. |
| OFLC R18+ — Interdit aux moins de 18 ans (R18+ — Restricted to 18 and over)                         | Restricted to 18 and over (Restreint aux plus de 18 ans) Classification légale. Contenu strictement réservé aux adultes. Aucun mineur, même accompagné par un adulte, ne peut y accéder. |
| OFLC X18+ — Contenu pornographique, interdit aux moins de 18 ans (X18+ — Restricted to 18 and over) | X - Restricted to 18 and over (Restreint aux plus de 18 ans) Classification légale et spéciale concernant le contenu à caractère sexuel très explicite. Tout élément classifié dans cette catégorie ne peut être vu ou vendu que dans des lieux cachés du public général et spécialement licenciés (comme des sex-shops ou des cinémas diffusant spécifiquement du contenu pornographique, par exemple), et en aucun cas à une personne âgée de moins de 18 ans. |
| OFLC RC — Classification refusée (RC — Refused Classification)                                      | Refused Classification (Classification refusée) Contenu offensant de toute nature dépassant les critères de moralité, de décence mis en place par OFLC. Il ne pourra donc pas être vendu, loué ou importé légalement en Australie. |
| OFLC CTC — Vérifier la classification (CTC — Check the Classification)                              | Check the Classification (Vérifiez la classification) La classification n'a pas été publiée au moment de la publication de l'œuvre, mais une vérification de la classification est nécessaire. |

On peut aussi trouver d'autres emblèmes spécifiés aux livres, magazines et posters, comme suit :
| Icône | Description |
| ----- | --- |
|       | Unrestricted (Non restreint) : Adapté à tous les âges. |
|       | Unrestricted - Mature (Non restreint - Personnes matures) : Légalement adapté à tous les âges, mais peut ne pas convenir aux personnes de moins de 15 ans. |
|       | Restricted - Category 1 (Restreint sous la première catégorie) : Interdit aux moins de 18 ans. Les livres classés dans cette catégorie contiennent des images de nudité à caractère sexuel et ne peuvent être vendus que dans des lieux spécialement licenciés. |
|       | 'Restricted - Category 2 (Restreint sous la seconde catégorie) : Interdit aux moins de 18 ans. Les livres classés dans cette catégorie contiennent des images de pratiques et actes sexuels explicites, ainsi que des images beaucoup plus flagrantes que celles de la première catégorie, et ne peuvent donc être vendus que dans des lieux spécialement licenciés et, en plus, à des endroits cachés et clairement libellés "Adultes seulement". |